# Fritillaria dagana
Fritillaria dagana is een soort uit de leliefamilie (Liliaceae) die endemisch is in Zuid-Siberische gebergtes. De botanische naam  werd gepubliceerd door Nikolaj Toertsjaninov in 1834.

## Kenmerken
Fritillaria dagana heeft een hoogte tussen de 20 en 35 centimeter. De bladeren van de soort staan in een krans. Deze krans bestaat uit 2 à 5 lancetvormige bladeren die een lengte hebben van 8 centimeter en een breedte van 5 à 15 millimeter. De bloem is klokvormig en is afhangend. Het kroonblad is circa 4 centimeter lang en 10 tot 13 millimeter breed.

## Verspreiding en biotoop
Fritillaria dagana komt voor in de Cisbaikalregio en de Westelijke Sajan. De soort groeit in bergtoendra, met gras begroeide bergbossen, bosranden en subalpiene weiden.
... · 
F. dagana · 
F. imperialis (Keizerskroon) · 
F. meleagris (Kievitsbloem) · 
F. ruthenica ·
F. uva-vulpis ·
...